# 사노피-GSK 코로나19 백신
사노피-GSK 코로나19 백신은 프랑스에 본사를 두고 있는 그룹인 사노피와 영국의 기업인 글락소스미스클라인이 개발한 코로나19 백신이다.

## 예방률
18 ~ 49세는 임상 2상에서 무려 95.0 ~ 100%, 평균 97.5%의 예방률을 보였다. 하지만 49세 이상에서는 효과가 많이 떨어진다.

## 출시
사노피는 49세 이상에서 효과가 떨어지기 때문에 2021년 출시는 불가능하다고 밝혔다.

## 임상
2020년 9월 임상 1상 시작
2021년 2월 임상 2상 시작
2021년 5월 27일 임상 3상 시작